# Publio Cornelio Escipión (magister equitum)
Publio Cornelio Escipión  fue un político y militar romano del siglo IV a. C. perteneciente a la gens Cornelia.

## Familia
Escipión fue miembro de los Cornelios Escipiones, una rama patricia de la gens Cornelia. Fue hijo de Publio Cornelio Escipión, primer miembro registrado de esta familia, y hermano de Lucio Cornelio Escipión.

## Carrera pública
Fue uno de los dos elegidos para ocupar la edilidad curul en el año 366 a. C., año de la inauguración de la magistratura. En el año 350 a. C. fue escogido magister equitum por el dictador Lucio Furio Camilo. Pudo haber sido elegido para la censura en el año 340 a. C. junto a su hermano.